# Fontanars dels Alforins (kommun)
Fontanars dels Alforins är en kommun i Spanien.   Den ligger i provinsen Província de València och regionen Valencia, i den östra delen av landet, 300 km sydost om huvudstaden Madrid. Antalet invånare är 1 020. Arean är 75 kvadratkilometer. Fontanars dels Alforins gränsar till Villena, Beneixama, Banyeres de Mariola, El Camp de Mirra, Mogente/Moixent och La Font de la Figuera. 
Terrängen i Fontanars dels Alforins är huvudsakligen kuperad, men västerut är den platt.